# Pallamano Trieste 2004-2005
Questa pagina raccoglie i dati riguardanti la Pallamano Trieste nelle competizioni ufficiali della stagione 2004-2005.

## Rosa

### Giocatori
| N° | Naz.                           | Ruolo | Sportivo            | Anno | Alt. | Peso |
| -- | ------------------------------ | ----- | ------------------- | ---- | ---- | ---- |
| 1  | Italia (bandiera)              | P     | Gabriele Benvenuti  | 1980 |      |      |
| 12 | Croazia (bandiera)             | P     | Diego Modrusan      | 1980 |      |      |
| 16 | Italia (bandiera)              | P     | Ivan Mestriner      | 1970 |      |      |
| 3  | Italia (bandiera)              | T     | Michele Skatar      | 1985 |      |      |
| 4  | Croazia (bandiera)             | PV    | Dalibor Anusic      | 1976 |      |      |
| 7  | Croazia (bandiera)             | T     | Damir Opalic        | 1974 |      |      |
| 8  | Serbia e Montenegro (bandiera) | T     | Veselin Dukanovic   | 1974 |      |      |
| 9  | Francia (bandiera)             | T     | Francois Woum-Woum  | 1974 |      |      |
| 10 | Macedonia del Nord (bandiera)  | T     | Dusan Novokmet      | 1970 |      |      |
| 11 | Italia (bandiera)              | T     | Ljubo Flego         | 1966 |      |      |
| 13 | Italia (bandiera)              | T     | Tin Tokic           | 1985 |      |      |
| 14 | Italia (bandiera)              | A     | Andrea Carpanese    | 1982 |      |      |
| 15 | Italia (bandiera)              | A     | Marco Lo Duca       | 1971 |      |      |
| 19 | Italia (bandiera)              | A     | Marco Visintin      | 1982 |      |      |
| 23 | Italia (bandiera)              | T     | Graziano Tumbarello | 1983 |      |      |

### Staff
- Allenatore:  Silvio Ivandjia
- Allenatore in seconda:  Piero Sivini
- Preparatore atletico:  Paolo Paoli
- Massaggiatore:  Enzo Gianlorenzi

## Risultati

### Serie A1

#### Stagione regolare - Prima fase

##### Girone d'andata
| Trieste 2 ottobre 2004 | Trieste | 23 – 22 | Brixen |  |

| Ascoli Piceno 23 ottobre 2004 | Ascoli | 25 – 54 | Trieste |  |

| Trieste 30 ottobre 2004 | Trieste | 27 – 32 | Conversano |  |

| Trieste 20 novembre 2004 | Trieste | 34 – 27 | Gaeta |  |

| San Lazzaro di Savena 27 novembre 2004 | Bologna United | 29 – 27 | Trieste |  |

##### Girone di ritorno
| Bressanone 4 dicembre 2004 | Brixen | 30 – 30 | Trieste |  |

| Trieste 8 dicembre 2004 | Trieste | 37 – 22 | Ascoli |  |

| Conversano 11 dicembre 2004 | Conversano | 26 – 27 | Trieste |  |

| Gaeta 18 dicembre 2004 | Gaeta | 21 – 37 | Trieste |  |

| Trieste 21 dicembre 2004 | Trieste | 24 – 22 | Bologna United |  |

#### Poule scudetto - Seconda fase

##### Girone d'andata
| Rubiera 5 marzo 2005 | Secchia | 25 – 27 | Trieste |  |

| Trieste 12 marzo 2005 | Trieste | 28 – 29 | Bologna United |  |

| Prato 19 marzo 2005 | Prato | 26 – 20 | Trieste |  |

| Trieste 30 marzo 2005 | Trieste | 41 – 26 | Black Devils |  |

| Conversano 7 maggio 2005 | Conversano | 31 – 25 | Trieste |  |

##### Girone di ritorno
| Trieste 9 aprile 2005 | Trieste | 28 – 28 | Secchia |  |

| San Lazzaro di Savena 16 aprile 2005 | Bologna United | 22 – 26 | Trieste |  |

| Trieste 23 aprile 2005 | Trieste | 35 – 20 | Prato |  |

| Merano 30 aprile 2005 | Black Devils | 30 – 33 | Trieste |  |

| Trieste 3 maggio 2005 | Trieste | 32 – 27 | Conversano |  |

#### Playoff scudetto

##### Semifinali
| Squadra 1 | Squadra 2  | Gara 1                  | Gara 2                     | Gara 3                  |
| --------- | ---------- | ----------------------- | -------------------------- | ----------------------- |
| Trieste   | Conversano | Trieste, 11 maggio 2005 | Conversano, 14 maggio 2005 | Trieste, 18 maggio 2005 |
| Trieste   | Conversano | 28 - 27                 | 23 - 28                    | 31 - 30                 |

##### Finale Scudetto
| Squadra 1 | Squadra 2    | Gara 1                  | Gara 2                 | Gara 3                  |
| --------- | ------------ | ----------------------- | ---------------------- | ----------------------- |
| Trieste   | Black Devils | Trieste, 21 maggio 2005 | Merano, 25 maggio 2005 | Trieste, 28 maggio 2005 |
| Trieste   | Black Devils | 35 - 31                 | 25 - 33                | 31 - 35                 |

### Coppa Italia

#### Girone B
| data  | 1ª giornata          | risultato |
| ----- | -------------------- | --------- |
| 04/02 | Trieste - Bressanone | 32-25     |
| 06/02 | Imola - Trieste      | 23-36     |

| data  | 2ª giornata          | risultato |
| ----- | -------------------- | --------- |
| 12/02 | Imola - Trieste      | 26-35     |
| 13/02 | Trieste - Bressanone | 20-25     |

| data  | 3ª giornata          | risultato |
| ----- | -------------------- | --------- |
| 18/02 | Imola - Trieste      | 26-30     |
| 19/02 | Trieste - Bressanone | 30-23     |

#### Final4

##### Semifinali
| Merano 26 febbraio 2005 | Trieste | 34 – 29 | Black Devils |  |

##### Finale
| Merano 14 febbraio 2006 | Secchia | 27 – 22 | Trieste |  |

### Handball Trophy

#### Girone D
| Verrès 24 settembre 2004 | Gaeta | 16 – 16 | Trieste |  |

| Verrès 24 settembre 2004 | Trieste | 19 – 15 | Brixen |  |

#### Semifinali
| Verrès 25 settembre 2004 | Trieste | 13 – 9 | Black Devils |  |

#### Finale
| Châtillon 25 settembre 2004 | Trieste | 29 – 28 | Conversano |  |

### EHF Challange Cup

#### Terzo turno di qualificazione
| Squadra 1 | Squadra 2         | Andata  | Ritorno | Totale  |
| --------- | ----------------- | ------- | ------- | ------- |
| ABC Braga | Pallamano Trieste | Braga   | Trieste | 62 - 53 |
| ABC Braga | Pallamano Trieste | 31 - 25 | 31- 28  | 62 - 53 |